# Lactuca cyprica
Lactuca cypria є дворічною прямовисною трав'янистою рослиною із залозистими волосистими стеблами та кулястим кореневищем. Листки чергові, прості, прикореневі великі, довгасті, черешкові, 10–15 × 5–7 см, перисто-розсічені, верхні менші, часто з насичено-пурпуровим забарвленням на нижній поверхні. Квітки в головах, голови в щитках, квітки блідо-жовті, всі язичкові. Цвіте в квітні — липні. Плід — мішкоподібна сім'янка.

## Розповсюдження й середовище існування
Ендемік Кіпру, де він приурочений до гір Троодос, де в деяких районах зустрічається досить часто. Трапляється у вологих затінених місцях, біля струмків і вологих схилів серед сосен і прирічкових лісів на вивержених утвореннях на висоті 800–1950 метрів.